# New Mater Volley 2023-2024
Questa voce raccoglie le informazioni riguardanti la New Mater Volley nelle competizioni ufficiali della stagione 2023-2024.

## Stagione
Nella stagione 2023-24 la New Mater Volley assume la denominazione sponsorizzata di BCC Tecbus Castellana Grotte.
Partecipa per l'ottava volta, la quinta consecutiva, al campionato di Serie A2 classificandosi tredicesima al termine della regular season, ottenendo pertanto la retrocessione in Serie A3.

## Organigramma societario
Area direttiva
- Presidente: Gaetano Carpinelli
- Vicepresidente: Alessandro Vinella
- Direttore sportivo: Bruno De Mori

Area tecnica
- Allenatore: Simone Cruciani
- Allenatore in seconda: Giuseppe Barbone
- Assistente allenatore: Giuseppe Calisi
- Scout man: Antonio Maggio
- Responsabile settore giovanile: Fabio Malerba

Area comunicazione
- Responsabile comunicazione: Antonio Minoia
- Ufficio stampa: Giancarla Manzari, Antonio Minoia, Cosimo Sportelli
- Speaker: Johnny Terrafina
- Fotografo ufficiale: Antonello Miccolis
- Telecronista: Walter Vivian

Area sanitaria
- Medico sociale: Andrea De Felice
- Preparatore atletico: Massimiliano D'Elia
- Fisioterapista: Pascal Laricchiuta
- Osteopata: Francesco Boggia

## Rosa
| N° | Nome                | Ruolo | Data di nascita  | Nazionalità sportiva |
| -- | ------------------- | ----- | ---------------- | -------------------- |
|    | Federico Compagnoni | O     | 18 gennaio 2003  | Italia               |
| 3  | Stelios Tzioumakas  | S     | 14 marzo 1998    | Grecia               |
| 3  | Ismael Princi       | O     | 5 maggio 2000    | Italia               |
| 4  | Willian Bermudez    | O     | 5 agosto 1994    | Colombia             |
| 5  | Nicolò Ciccolella   | C     | 15 giugno 2004   | Italia               |
| 6  | Alberto Pol         | S     | 4 marzo 2001     | Italia               |
| 8  | Filippo Menchetti   | S     | 28 marzo 2003    | Italia               |
| 9  | Cosimo Balestra     | C     | 30 novembre 2003 | Italia               |
| 10 | Emanuele Rampazzo   | P     | 27 maggio 2003   | Italia               |
| 11 | Alessandro Fanizza  | P     | 11 dicembre 2004 | Italia               |
| 13 | Federico Guadagnini | S     | 26 giugno 2004   | Italia               |
| 14 | Nicola Cianciotta   | S     | 8 aprile 2001    | Italia               |
| 16 | Leonardo Battista   | L     | 29 marzo 1995    | Italia               |
| 18 | Riccardo Iervolino  | S     | 22 gennaio 2003  | Italia               |
| 22 | Victorio Ceban      | C     | 22 novembre 2001 | Italia               |

## Mercato
| Acquisti                               | Acquisti            | Acquisti          | Acquisti   |
| R.                                     | Nome                | da                | Modalità   |
| -------------------------------------- | ------------------- | ----------------- | ---------- |
| C                                      | Cosimo Balestra     | Callipo           | definitivo |
| L                                      | Leonardo Battista   | Motta             | definitivo |
| O                                      | Willian Bermudez    | Rapid Bucarest    | definitivo |
| C                                      | Victorio Ceban      | Porto Robur Costa | definitivo |
| S                                      | Nicola Cianciotta   | Casarano          | definitivo |
| C                                      | Nicolò Ciccolella   | Bari              | definitivo |
| P                                      | Alessandro Fanizza  | Casarano          | definitivo |
| S                                      | Federico Guadagnini | Casarano          | definitivo |
| S                                      | Riccardo Iervolino  | Porto Viro        | definitivo |
| S                                      | Filippo Menchetti   | Tuscania          | definitivo |
| S                                      | Alberto Pol         | Motta             | definitivo |
| O                                      | Ismael Princi       | Modica            | definitivo |
| P                                      | Emanuele Rampazzo   | Casarano          | definitivo |
| Trasferimenti nel corso della stagione |                     |                   |            |
| O                                      | Federico Compagnoni | Marcianise        | definitivo |
| S                                      | Stelios Tzioumakas  | Īraklīs Salonicco | definitivo |

| Cessioni                               | Cessioni           | Cessioni       | Cessioni   |
| R.                                     | Nome               | a              | Modalità   |
| -------------------------------------- | ------------------ | -------------- | ---------- |
| O                                      | Dario Carelli      | New Real Gioia | definitivo |
| S                                      | Claudio Cattaneo   | M&G            | definitivo |
| L                                      | Saverio De Santis  | Cisterna       | definitivo |
| S                                      | Paolo Di Silvestre | Pineto         | definitivo |
| P                                      | Pedro Jukoski      | Al-Jazira      | definitivo |
| P                                      | Giuseppe Longo     | Bari           | definitivo |
| O                                      | Théo Lopes         | Arcada Galați  | definitivo |
| L                                      | Andrea Marchisio   | M&G            | definitivo |
| C                                      | Gerald Ndrecaj     | Ciclope Bronte | definitivo |
| C                                      | Luca Presta        | Virtus Aversa  | definitivo |
| S                                      | Mario Sportelli    | Bari           | definitivo |
| S                                      | Nicola Tiozzo      | Porto Viro     | definitivo |
| C                                      | Matteo Zamagni     | Porto Viro     | definitivo |
| Trasferimenti nel corso della stagione |                    |                |            |
| O                                      | Ismael Princi      | Marcianise     | definitivo |

## Risultati

### Serie A2

#### Girone di andata
| 1ª Giornata - 15 ottobre 2023 PalaSanFilippo, Brescia             | Atlantide Brescia | 3 - 1 | New Mater         | 25-16, 14-25, 27-25, 25-20        |
| 2ª Giornata - 22 ottobre 2023 PalaGrotte, Castellana Grotte       | New Mater         | 0 - 3 | Libertas Brianza  | 16-25, 22-25, 27-29               |
| 3ª Giornata - 29 ottobre 2023 PalaGrotte, Castellana Grotte       | New Mater         | 1 - 3 | Tricolore         | 16-25, 17-25, 25-23, 34-36        |
| 4ª Giornata - 1º novembre 2023 Pala Santa Maria, Pineto           | Pineto            | 2 - 3 | New Mater         | 25-18, 25-22, 13-25, 18-25, 13-15 |
| 5ª Giornata - 5 novembre 2023 PalaGrotte, Castellana Grotte       | New Mater         | 1 - 3 | M&G               | 15-25, 32-30, 17-25, 20-25        |
| 6ª Giornata - 12 novembre 2023 Palazzetto dello Sport, Porto Viro | Porto Viro        | 3 - 1 | New Mater         | 25-21, 23-25, 25-16, 25-23        |
| 7ª Giornata - 18 novembre 2023 PalaCastagnaretta, Cuneo           | Cuneo             | 1 - 3 | New Mater         | 27-29, 25-21, 15-25, 21-25        |
| 8ª Giornata - 26 novembre 2023 PalaGrotte, Castellana Grotte      | New Mater         | 1 - 3 | Emma Villas       | 18-25, 20-25, 25-23, 17-25        |
| 9ª Giornata - 3 dicembre 2023 PalaParenti, Santa Croce sull'Arno  | Lupi Santa Croce  | 3 - 0 | New Mater         | 25-14, 25-18, 25-22               |
| 10ª Giornata - 6 dicembre 2023 PalaGrotte, Castellana Grotte      | New Mater         | 3 - 2 | Virtus Aversa     | 32-30, 31-33, 20-25, 25-19, 15-12 |
| 11ª Giornata - 9 dicembre 2023 PalaCrisafulli, Pordenone          | Prata             | 3 - 0 | New Mater         | 25-16, 25-22, 25-19               |
| 12ª Giornata - 17 dicembre 2023 PalaGrotte, Castellana Grotte     | New Mater         | 1 - 3 | Porto Robur Costa | 16-25, 25-22, 15-25, 20-25        |
| 13ª Giornata - 26 dicembre 2023 Palasport Comunale, Ortona        | Impavida Ortona   | 2 - 3 | New Mater         | 22-25, 25-21, 25-22, 17-25, 11-15 |

#### Girone di ritorno
| 14ª Giornata - 30 dicembre 2023 PalaGrotte, Castellana Grotte         | New Mater         | 1 - 3 | Atlantide Brescia | 22-25, 25-22, 18-25, 22-25        |
| 15ª Giornata - 24 gennaio 2024 PalaFrancescucci, Casnate con Bernate  | Libertas Brianza  | 0 - 3 | New Mater         | 15-25, 18-25, 22-25               |
| 16ª Giornata - 14 gennaio 2024 PalaBigi, Reggio nell'Emilia           | Tricolore         | 3 - 0 | New Mater         | 25-20, 28-26, 25-23               |
| 17ª Giornata - 20 gennaio 2024 PalaGrotte, Castellana Grotte          | New Mater         | 2 - 3 | Pineto            | 23-25, 24-26, 25-19, 27-25, 11-15 |
| 18ª Giornata - 28 gennaio 2024 Palasport Grottazzolina, Grottazzolina | M&G               | 3 - 0 | New Mater         | 25-19, 25-20, 25-19               |
| 19ª Giornata - 4 febbraio 2024 PalaGrotte, Castellana Grotte          | New Mater         | 1 - 3 | Porto Viro        | 25-22, 25-27, 17-25, 20-25        |
| 20ª Giornata - 11 febbraio 2024 PalaGrotte, Castellana Grotte         | New Mater         | 3 - 1 | Cuneo             | 25-17, 19-25, 25-23, 25-22        |
| 21ª Giornata - 15 febbraio 2024 PalaMensSana, Siena                   | Emma Villas       | 3 - 0 | New Mater         | 25-14, 25-19, 25-18               |
| 22ª Giornata - 25 febbraio 2024 PalaGrotte, Castellana Grotte         | New Mater         | 3 - 1 | Lupi Santa Croce  | 25-19, 27-25, 21-25, 25-21        |
| 23ª Giornata - 3 marzo 2024 PalaJacazzi, Aversa                       | Virtus Aversa     | 1 - 3 | New Mater         | 22-25, 23-25, 26-24, 20-25        |
| 24ª Giornata - 10 marzo 2024 PalaGrotte, Castellana Grotte            | New Mater         | 1 - 3 | Prata             | 21-25, 33-31, 15-25, 20-25        |
| 25ª Giornata - 17 marzo 2024 PalaDeAndré, Ravenna                     | Porto Robur Costa | 3 - 1 | New Mater         | 25-14, 22-25, 25-15, 25-19        |
| 26ª Giornata - 24 marzo 2024 PalaGrotte, Castellana Grotte            | New Mater         | 3 - 0 | Impavida Ortona   | 25-21, 25-19, 25-14               |

## Statistiche

### Statistiche di squadra
| Competizione | Punti | In casa | In casa | In casa | In trasferta | In trasferta | In trasferta | Totale | Totale | Totale |
| Competizione | Punti | G       | V       | P       | G            | V            | P            | G      | V      | P      |
| ------------ | ----- | ------- | ------- | ------- | ------------ | ------------ | ------------ | ------ | ------ | ------ |
| Serie A2     | 25    | 13      | 4       | 9       | 13           | 5            | 8            | 26     | 9      | 17     |
| Totale       | -     | 13      | 4       | 9       | 13           | 5            | 8            | 26     | 9      | 17     |

G = partite giocate; V = partite vinte; P = partite perse 

### Statistiche dei giocatori
| Giocatore     | Serie A2 | Serie A2 | Serie A2 | Serie A2 | Serie A2 | Totale | Totale | Totale | Totale | Totale |
| Giocatore     | P        | PT       | AV       | MV       | BV       | P      | PT     | AV     | MV     | BV     |
| ------------- | -------- | -------- | -------- | -------- | -------- | ------ | ------ | ------ | ------ | ------ |
| C. Balestra   | 18       | 70       | 57       | 11       | 2        | 18     | 70     | 57     | 11     | 2      |
| L. Battista   | 26       | 0        | 0        | 0        | 0        | 26     | 0      | 0      | 0      | 0      |
| W. Bermudez   | 26       | 469      | 420      | 28       | 21       | 26     | 469    | 420    | 28     | 21     |
| V. Ceban      | 26       | 212      | 132      | 72       | 8        | 26     | 212    | 132    | 72     | 8      |
| N. Cianciotta | 26       | 364      | 307      | 26       | 31       | 26     | 364    | 307    | 26     | 31     |
| N. Ciccolella | 24       | 109      | 79       | 23       | 7        | 24     | 109    | 79     | 23     | 7      |
| F. Compagnoni | 8        | 5        | 4        | 1        | 0        | 8      | 5      | 4      | 1      | 0      |
| A. Fanizza    | 24       | 38       | 6        | 25       | 7        | 24     | 38     | 6      | 25     | 7      |
| F. Guadagnini | 22       | 0        | 0        | 0        | 0        | 22     | 0      | 0      | 0      | 0      |
| R. Iervolino  | 18       | 31       | 24       | 5        | 2        | 18     | 31     | 24     | 5      | 2      |
| F. Menchetti  | 8        | 0        | 0        | 0        | 0        | 8      | 0      | 0      | 0      | 0      |
| A. Pol        | 26       | 223      | 184      | 23       | 16       | 26     | 223    | 184    | 23     | 16     |
| I. Princi     | 3        | 1        | 0        | 0        | 1        | 3      | 1      | 0      | 0      | 1      |
| E. Rampazzo   | 25       | 12       | 6        | 0        | 6        | 25     | 12     | 6      | 0      | 6      |
| S. Tzioumakas | 7        | 50       | 46       | 3        | 1        | 7      | 50     | 46     | 3      | 1      |

P = presenze; PT = punti totali; AV = attacchi vincenti; MV = muri vincenti; BV = battute vincenti